# 배성희
배성희(裵成喜, 1983년 8월 18일 ~ )는 대한민국의 모델이다. 동덕여자대학교에서 방송연예를 전공했다.

## 방송
- 2004년 ~ 2005년 KBS2 해신
- 2005년 - MBC 심심풀이 러브서바이벌 두근두근

## 뮤직비디오
2006년 - 김범수 - 위로

## CF
- 해태음료 아미노업
- 아웃백스테이크하우스
- 롯데푸드 파스퇴르 키큰아이